# Thereva brunninervis
Thereva brunninervis är en tvåvingeart som beskrevs av Krober 1913. Thereva brunninervis ingår i släktet Thereva och familjen stilettflugor. Inga underarter finns listade i Catalogue of Life.